# Estación de Alcázar de San Juan
Alcázar de San Juan es una estación de ferrocarril situada en el municipio español de Alcázar de San Juan, en la provincia de Ciudad Real, comunidad autónoma de Castilla-La Mancha. La estación dispone de servicios de Media y Larga Distancia, así como un importante tráfico de mercancías. 
Inaugurada en 1854, históricamente Alcázar de San Juan ha sido uno de los principales nudos ferroviarios de la red española al ser el punto de bifurcación de las líneas radiales que unen Madrid con el sur y el Levante español. Debido a ello, contó con importante conjunto de instalaciones que incluyó muelles de mercancías, edificios administrativos, talleres, cocheras y un depósito de locomotoras. Con la apertura en 1992 del Nuevo Acceso Ferroviario a Andalucía, al igual que otras muchas estaciones, Alcázar de San Juan ha perdido importancia en el contexto ferroviario. Aun así, la estación mantiene un importante tráfico de mercancías y de pasajeros. En las cercanías se encuentra una estación de clasificación, denominada Alcázar de San Juan-Mercancías.  
En 2020 la estación fue utilizada por un total de 225 115 usuarios, correspondiendo 33 862 a servicios de Larga Distancia y 191 253 a los de Media Distancia.

## Situación ferroviaria
La estación, que se encuentra a 648,78 metros de altitud, forma parte de los trazados de las siguientes líneas férreas:
- Línea férrea de ancho ibérico Madrid-Valencia, punto kilométrico 148,1.[3]
- Línea férrea de ancho ibérico Alcázar de San Juan-Cádiz, punto kilométrico 148,1.[3]
- Línea férrea de ancho ibérico Aguja km 146,1-Alcázar de San Juan, punto kilométrico 148,1.[3]

El punto kilométrico en las dos últimas líneas es idéntico dado que ambas también toman Madrid como kilómetro cero. Históricamente, el nudo ferroviario de Alcázar de San Juan cerraba el tronco común de las líneas radiales clásicas de ancho ibérico Madrid-Alicante y Madrid-Sevilla. La separación de ambas líneas se produce a escasos kilómetros de la estación hacia el sur.

## Historia

### Construcción y etapa de MZA
La estación fue inaugurada el 20 de junio de 1854 con la apertura del tramo Tembleque-Alcázar de San Juan de la línea férrea entre Madrid y Almansa, que prolongaba el trazado original entre Madrid y Aranjuez y que tenía por objetivo final llegar a Alicante. El trazado fue construido por parte de la Compañía del Camino de Hierro de Madrid a Aranjuez, que tenía a José de Salamanca como su principal impulsor. El 1 de julio de 1856 José de Salamanca, que se había unido con la familia Rothschild y con la Compagnie du chemin de fer Grand-Central de France, obtuvieron la concesión de la línea Madrid-Zaragoza. Esta, unida a la concesión entre Madrid y Alicante, daría lugar al nacimiento de la Compañía de los Ferrocarriles de Madrid a Zaragoza y Alicante (MZA) en 1856. Las instalaciones de Alcázar de San Juan se integraron en la primitiva red de MZA. El 1 de julio de 1860 esta última prolongó su red hacia el sur alcanzando Manzanares, lo que permitió enlazar rápidamente con Ciudad Real y más tarde con Andalucía a través de la línea Manzanares-Córdoba. Todo esto obligó a MZA a ampliar la primera estación de Alcázar que, dado su carácter provisional, apenas tenía una única planta de 42x10 metros y unos servicios muy limitados. En 1889 se dotó al recinto de un piso más y se construyeron aseos independientes.
Con el tiempo, Alcázar de San Juan se acabó convirtiendo en un importante nudo ferroviario de la red de MZA, donde se bifurcaban varias líneas con destino a Levante, el Sureste, Andalucía o Extremadura —esta última, a través de Manzanares y Ciudad Real—. Debido a ello, se estableció un depósito de locomotoras que llegaría a ser uno de los más importantes de los que poseía la compañía MZA, el cual disponía de cocheras, dos rotondas giratorias o talleres. El creciente tráfico de mercancías que soportaba Alcázar de San Juan llevó a MZA a construir una estación de clasificación, en 1909, situada a la derecha de la línea general de Andalucía. Sin embargo, desde 1913 se valoró la construcción de unas nuevas instalaciones; algún tiempo después —en 1922— el intenso tráfico que debía soportar llevó a que se levantara otra estación de clasificación.

### Bajo RENFE y Adif
En 1941, con la nacionalización de la red ferroviaria de ancho ibérico, las instalaciones se integraron en la red de la recién creada RENFE. Ese año también entraría en servicio la nueva estación de clasificación, construida originalmente por MZA y que disponía de una amplia playa de vías. Este hecho contribuyó a importar la importancia de Alcázar de San Juan, que para entonces ya se había convertido en un importante complejo ferroviario. Bajo RENFE, durante las décadas de 1940 y 1950 el depósito de locomotoras de Alcázar de San Juan continuó siendo uno de los más importantes de la red: para 1942 este contaba con una dotación de 82 locomotoras, que para 1954 había aumentado a 117 locomotoras. Sin embargo, a partir de 1960 comenzó a perder importancia debido a la progresiva electrificación de las líneas férreas. En su lugar fueron introduciéndose locomotoras diésel y eléctricas, de las cuales Alcázar de San Juan llegó a disponer de una reserva con varias decenas de máquinas.

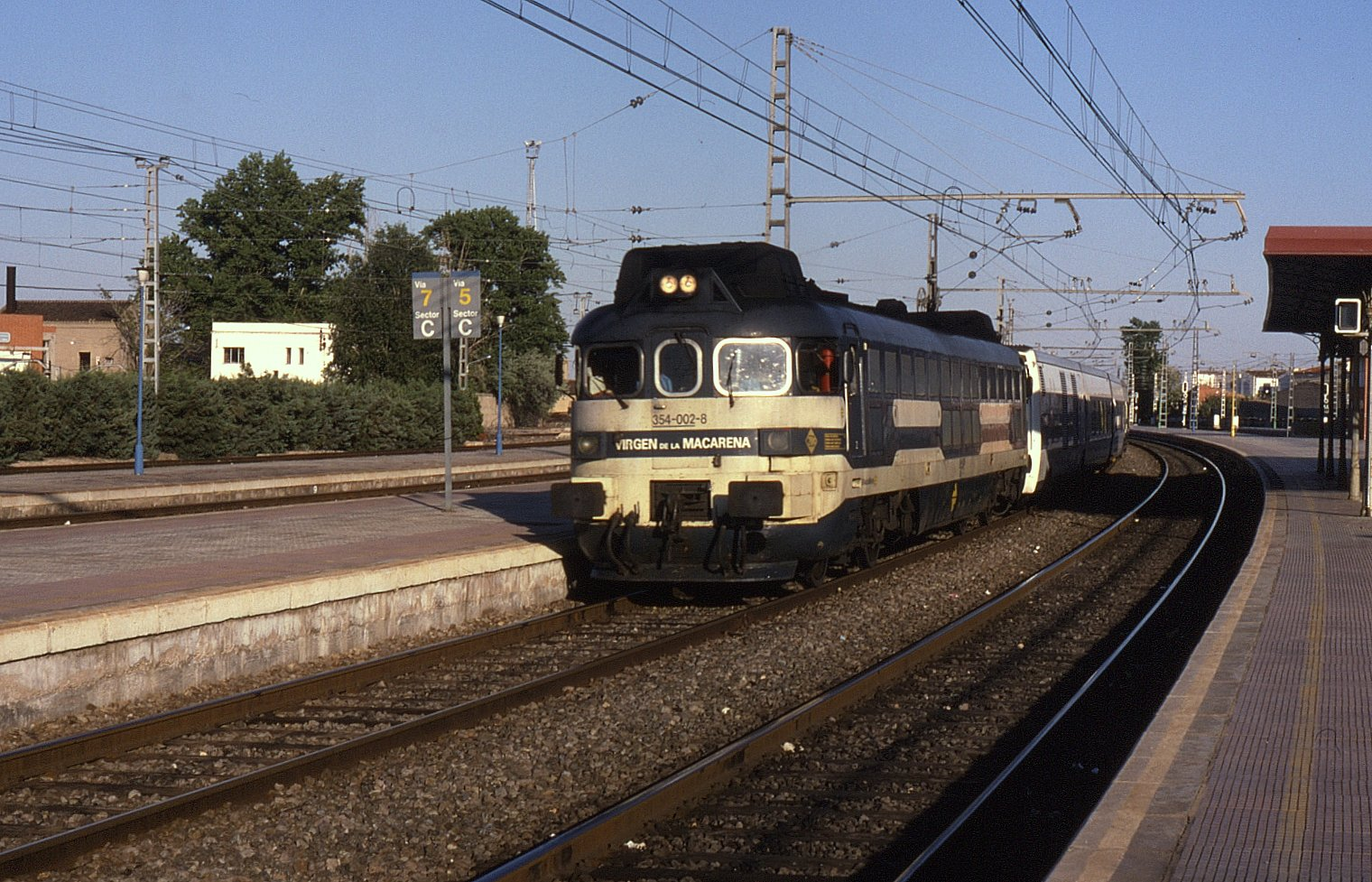
El talgo «Virgen de la Macarena» estacionado en la vía 5, en 1997.

Entre 1979 y 1985 se emprendieron numerosos trabajos de reforma del complejo ferroviario. Se decidió derribar el histórico edificio de entrada que ejercía las labores de vestíbulo —debido a su avanzado estado de degradación— y se construyó en su lugar uno nuevo de mayor tamaño, en forma de «L», que acogía un vestíbulo, taquillas para la venta de billetes, sala de espera, oficinas administrativas, etc. Las reformas también incluyeron la restauración de la fonda —y de su famosa azulejería— y la sustitución del histórico enclavamiento de señales «Bianchi-Servettaz» (instalado en 1892) por otro eléctrico modelo «NX» de Ericsson.
Debido su condición de empalme de las líneas de la Meseta, Levante y Andalucía a mediados de la década de 1980 la estación poseía un importante tráfico, llegando a pasar diariamente por sus vías una media de 80 trenes de pasajeros y 75 trenes de mercancías. Sin embargo, la apertura en 1992 del Nuevo Acceso Ferroviario a Andalucía supuso el desvío de tráfico por el nuevo trazado y la consecuente pérdida de importancia para Alcázar de San Juan. Desde enero de 2005, con la extinción de la antigua RENFE, Adif es la titular de las instalaciones ferroviarias mientras que Renfe Operadora explota las infraestructuras.

## La estación

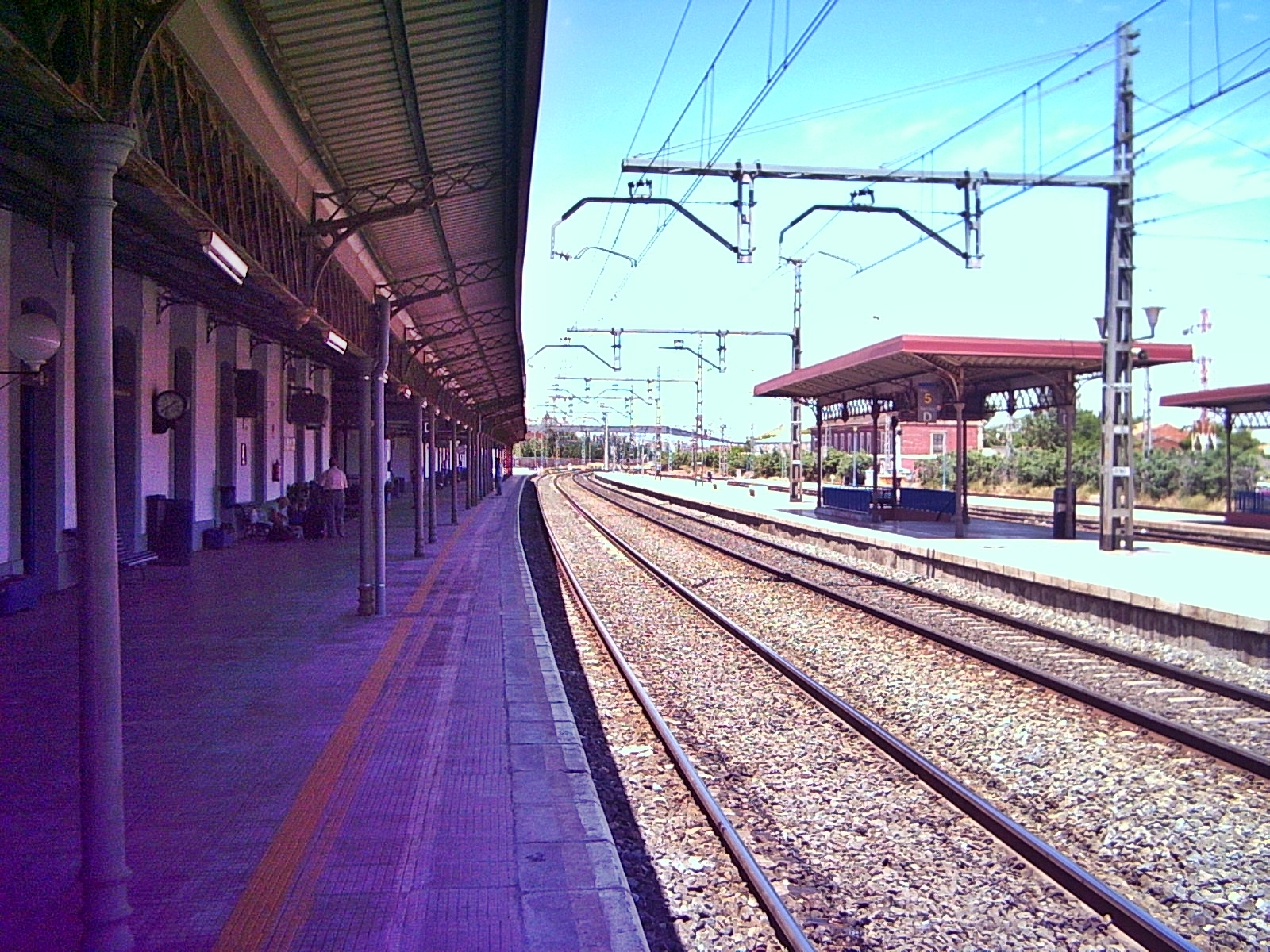
Vista de la estación, c. 2006.

La estación se encuentra al norte del centro urbano. El acceso a la misma se realiza gracias a un pabellón de diseño neoclásico de tres cuerpos construido con ladrillos rojizos. La fachada está ornada con azulejería. En el mismo se encuentra un vestíbulo, las taquillas, diversas oficinas y algunos locales comerciales. Este recinto, sin embargo no tiene acceso a las vías ya que para llegar hasta ellas es necesario usar un paso subterráneo que concluye en una isleta donde se encuentran una serie de edificios aislados por las vías. El edificio principal alberga una sala de espera, una sala de facturación y recogida de equipajes, las dependencias de la policía, y diferentes puestos de mando y gestión. También cuenta con un café-fonda decorado con un zócalo de azulejos que data 1873 y unos aseos.
Dispone de cuatro vías principales, las dos de la línea Madrid-Alicante (vías 3 y 5) y las dos de la línea Madrid-Sevilla (vías 1 y 2). Las primeras disponen de cuatro vías derivadas (7, 9, 11 y 13) mientras que la línea andaluza solo tiene una derivada, la vía 4. Hay además otras dos vías muertas. El acceso a las vías se realiza gracias a los dos andenes laterales que hay en cada lateral de la isleta y gracias a otros tres andenes centrales más. En el exterior se sitúa un aparcamiento y una escultura dedicada a los guardagujas. Existe también un museo que aprovecha el material ferroviario que tanto MZA como RENFE han mantenido en el recinto.
Poco antes de la estación hay también una importante estación de clasificación que dispone de una playa de vías compuesta por 24 vías numeradas.

## Servicios ferroviarios

### Larga Distancia
Alcázar de San Juan disponía de un elevado tráfico de trenes de Grandes Líneas tanto gracias a conexiones radiales como transversales que conectaban la ciudad con Cataluña, la Comunidad Valenciana, Andalucía y la Comunidad de Madrid. Sin embargo, la progresiva apertura de líneas de alta velocidad y la eliminación de los tráficos nocturnos han propiciado la supresión de gran parte de ellos.

### Media Distancia
Los servicios de Media Distancia de Renfe tienen como principales destinos las ciudades de Madrid, Ciudad Real, Albacete, Alicante, Valencia, Badajoz y Jaén. 